# Terminal inteligente
En informática, se denomina terminal inteligente a un terminal con procesador de memoria y firmware propios que puede realizar ciertas funciones de forma independiente de su host. Un ordenador o computadora personal puede ser un terminal inteligente cuando se utiliza una emulación de terminal o software de comunicaciones. Sin embargo la mayoría de los terminales inteligentes tienen tan solo capacidad para redirigir los datos entrantes a una impresora o a una pantalla.